# ميخائيل كراوس (رائد أعمال)
ميخائيل كراوس هو رائد أعمال كندي، ولد في 26 مارس 1908 في رومانيا، وتوفي في 16 نوفمبر 2003 في كيتشنر في كندا.